# Dolní Zálezly

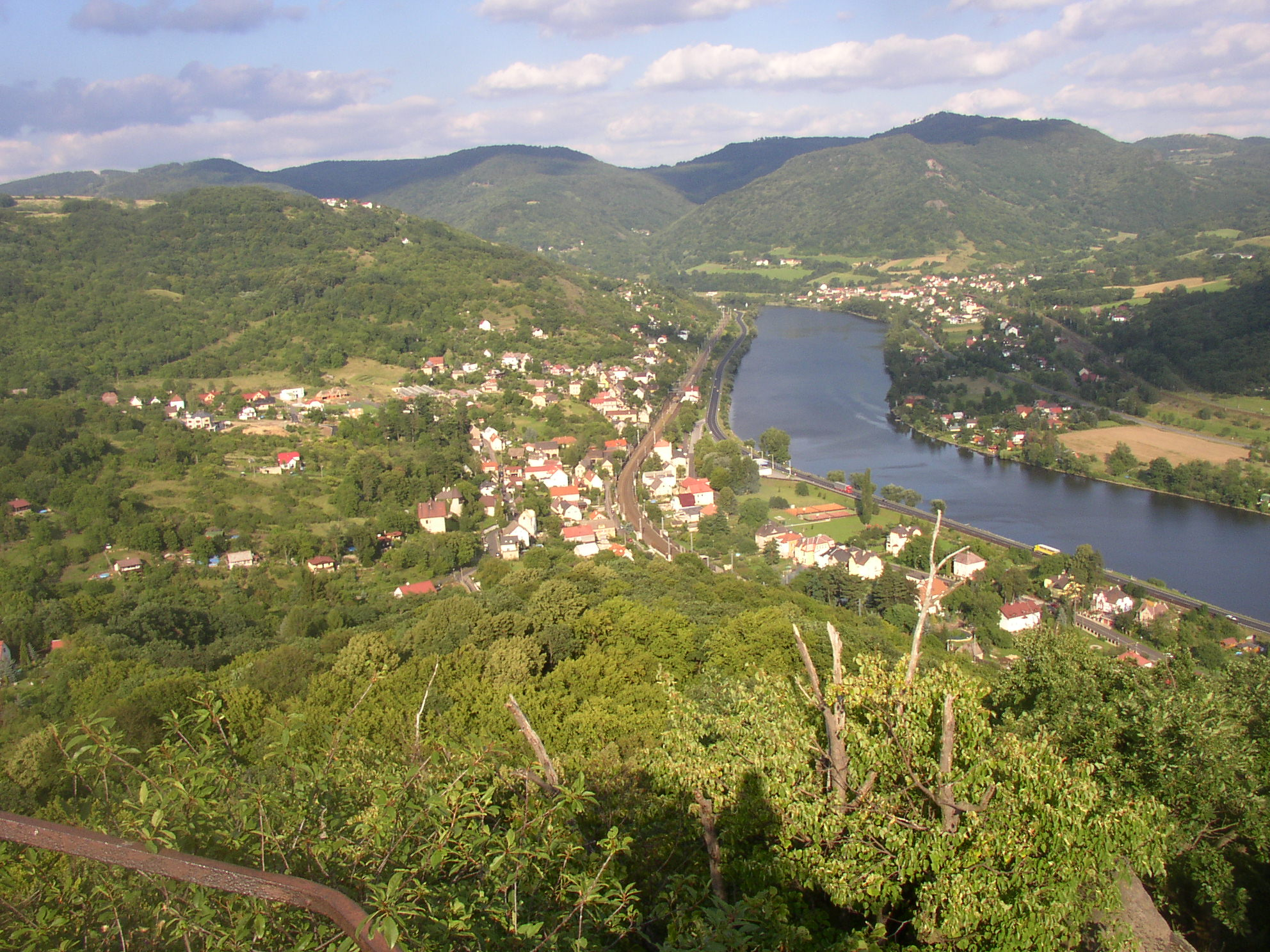
Blick vom Mlynářův kámen ins Elbtal mit Dolní Zálezly und Sebuzín (rechts im Hintergrund)

Dolní Zálezly (deutsch Salesel) ist eine Gemeinde in Tschechien. Sie liegt sieben Kilometer südlich des Stadtzentrums von Ústí nad Labem und gehört zum Okres Ústí nad Labem.

## Geographie
Dolní Zálezly erstreckt sich im Durchbruchstal der Elbe durch das Böhmische Mittelgebirge linksseitig des Flusses unterhalb der Einmündung des Baches Moravanka. Nördlich erheben sich die Skalky (454 m), Černová (503 m) und der Vaňovský vrch (561 m), im Nordosten der Pahorek (379 m) und Matrý (597 m), östlich der Varhošť (639 m), im Süden der Trabice (429 m) und Deblík (459 m), südwestlich der Výsluní (364 m), im Westen der Dubický kopec (358 m) und Smrčník (368 m).
Nachbarorte sind Podlešín und Chvalov im Norden, Němčí und Čeřeniště im Nordosten, Kolibov im Osten, Sebuzín im Südosten, Církvice und Dubičky im Südwesten, Dubice und Moravany im Westen sowie Stebno im Nordwesten.

## Geschichte
Die erste schriftliche Erwähnung des Dorfes erfolgte 1057 in der Gründungsurkunde des Leitmeritzer Kapitels. 1226 übergab Ottokar I. Přemysl einen Teil des Dorfes dem Kloster Doksany. Ottokar II. Přemysl überließ 1273 die dem Landesherrn zugestandenen Fischereirechte dem Kloster. Im Jahre 1357 gehörte neben dem klösterlichen Anteil, ein Teil des Ortes Špik von Hradec, ein weiterer den Syrso von Dubice. 1487 erwarben die Herren von Colditz auf Krupka den Anteil des Klosters. 1578 kaufte die Stadt Aussig diesen Teil auf. Der andere Teil des Dorfes gehörte seit 1579 zur Herrschaft Groß Tschochau. Der Aussiger Anteil wurde 1610 an die Stadt Leitmeritz verkauft und an das städtische Gut Keblitz angeschlossen. 1633 wurde die Fußpostverbindung von Dresden nach Prag über Salesel aufgenommen, die 1652 als berittene Post verkehrte. In der berní rula von 1654 sind für Salesel zwei Bauern, 16 Kleinbauern und zwölf Gärtner ausgewiesen. Im 17. Jh. wurde eine Schiffmühle betrieben. 1752 erfolgte die Aufnahme des Kutschverkehrs auf der Dresden-Prager-Poststrecke. Zu dieser Zeit wurde wahrscheinlich auch die bisher von Aussig über Stöben und Wellmin durch das Gebirge führende Prager Straße ins Elbtal verlegt, 1755 hatte die alte Prager Straße ihre Bedeutung verloren. 
1787 standen in Salesel 72 Wohnhäuser. Am 25. April 1815 zerstörte ein Großfeuer 13 Häuser. 
Bis zur Mitte des 19. Jahrhunderts blieb der ursprüngliche Charakter des Dorfes als Rundling erhalten. Wegen seiner geschützten Südhanglage war Salesel ein bedeutender Obstbauort. Angebaut wurden vor allem Kirschen, Aprikosen, Pfirsiche und Erdbeeren. Daneben war der Ort auch für seine Lachsfischerei in der Elbe bekannt. Zusammen mit Perštejn wurde Salesel als Böhmisches Meran bezeichnet. Zwischen 1847 und 1851 errichtete die k.k. Nördliche Staatsbahn durch das Elbtal die Eisenbahn von Prag nach Dresden.
Nach der Aufhebung der Patrimonialherrschaften bildete Salesel / Záleszly ab 1850 eine politische Gemeinde im Gerichtsbezirk Außig bzw. Bezirk Außig. 1887 lebten in den 83 Häusern von Salesel 471 Menschen. Zu dieser Zeit erlangte Salesel im Zuge der touristischen Erschließung des Mittelgebirges den Ruf einer Sommerfrische und wurde zum Ausgangspunkt für Ausflüge zum Dubitzer Kirchlein, Müllerstein und der Doerell-Aussicht. Bis zum Ersten Weltkrieg erfuhr der Ort eine starke Erweiterung und erstreckte sich auf drei Kilometer Länge entlang der Elbe. 1921 bestand Salesel aus 156 Häusern und hatte 749 Einwohner. Größtes Unternehmen waren die Glassand- u. Kaolinwerke Salesel. Zur Unterscheidung von dem rechtselbisch im Gebirge gelegenen und zum Leitmeritzer Bezirk gehörigen weiteren Dorf Zálezly erhielt der Ort um 1930 die Bezeichnung Dolní Zálezly, während der andere Ort fortan als Horní Zálezly bezeichnet wurde. Die Gemeinde Salesel hatte im Jahre 1930 779 Einwohner, die größtenteils Deutsche waren. Nach dem Münchner Abkommen wurde die Gemeinde 1938 dem Deutschen Reich zugeschlagen und gehörte bis 1945 zum Landkreis Aussig. 1939 hatte die Gemeinde 750 Einwohner. 1945 kam Dolní Zálezly zur Tschechoslowakei zurück, die deutschen Bewohner wurden vertrieben. 1948 wurde die Gemeinde dem Okres Ústí nad Labem-okolí und 1961 wieder dem Okres Ústí nad Labem zugeordnet. Zwischen 1961 und 1971 war Chvalov eingemeindet und wurde dann an Stebno angeschlossen.

## Ortsgliederung
Für die Gemeinde Dolní Zálezly sind keine Ortsteile ausgewiesen.

## Sehenswürdigkeiten
- Kapelle der hl. Anna, am Dorfplatz, errichtet 1780
- Müllerstein (Mlynářův kámen), Aussichts- und Kletterfelsen, westlich des Dorfes
- Statue des hl. Johannes von Nepomuk
- Statue Ecce Homo
- Aufnahmsgebäude des Bahnhofes, erbaut 1850–1851 nach Plänen von Alois Negrelli von Moldelbe